# Oxira quadrata
Oxira quadrata là một loài bướm đêm trong họ Noctuidae.